# Apostolos Giannou
Apostolos Giannou (en griego: Απόστολος Γιάννου; Naousa, Grecia, 25 de enero de 1990) es un futbolista de Australia que juega en la posición de delantero y milita en el Achyronas-Onisilos de la Segunda División de Chipre desde 2024.

## Clubes
| Club                       | País      | Año       |
| -------------------------- | --------- | --------- |
| Oakleigh Cannons           | Australia | 2007      |
| Apollon Kalamarias         | Grecia    | 2007-2009 |
| Kavala F. C.               | Grecia    | 2009-2011 |
| PAOK de Salónica F. C.     | Grecia    | 2011-2013 |
| → Platanias F. C. (cedido) | Grecia    | 2013      |
| Panionios F. C.            | Grecia    | 2013-2015 |
| Asteras Tripolis           | Grecia    | 2015-2016 |
| Guangzhou R&F              | China     | 2016-2018 |
| AEK Larnaca F. C.          | Chipre    | 2018-2020 |
| OFI Creta F. C.            | Grecia    | 2020-2022 |
| Macarthur F. C.            | Australia | 2022      |
| Kerala Blasters F. C.      | India     | 2022-2023 |
| GS Ilioupolis              | Grecia    | 2024      |
| Achyronas-Onisilos         | Chipre    | 2024-     |

## Selección nacional
En 2006 jugó para Australia en la eliminatoria al Campeonato Sub-17 de la AFC de 2006. Giannou anotó en la victoria por 3–1 ante Indonesia. Giannou fue el único futbolista de origen Victoriano en jugar el torneo en Niigata, Japón. Giannou anotó un gol ante el Albirex Niigata.
En julio de 2008 Giannou fue colocado en una lista de futbolistas australianos entre los 16 y 22 años conocido como "the lost boys", lista en la que también estaban Dean Bouzanis, Andreas Govas y Robert Stambolziev, que decidieron jugar para las selecciones de los países de donde nacieron.
En 2008 Giannou jugó para Grecia en la clasificación para la Eurocopa Sub-19 2008 en la que Grecia clasificó a la Eurocopa Sub-19 2008 y jugó junto a Dean Bouzanis. Dirigido por el entrenador Alexis Alexiou, Giannou jugó dos partidos de la Eurocopa, donde fue reemplazado en el empate 1–1 ante Italia y en la derrota por 0-3 ante Inglaterra, torneo donde Grecia terminó de último en su grupo.
El 5 de septiembre de 2010 Giannou jugó para Grecia en la clasificación para la Eurocopa Sub-21 de 2011 en la victoria por 2–1 ante Macedonia.
El 24 de marzo de 2015 Giannou fue convocado pero no jugó con Grecia en la clasificación para la Eurocopa 2016 ante Hungría. También fue convocado el 5 de noviembre de 2015 pero no jugó en los partidos amistosos ante Luxemburgo y Turquía. El 17 de noviembre de ese año jugaría por primera vez con Grecia entrado de cambio por Kostas Mitroglou en el empate 0–0 ante Turquía.
Había sido convocado por Grecia nuevamente el 25 de febrero de 2016, pero Giannou decidió que quería jugar para Australia.
Giannou jugó para Australia en la clasificación de AFC para la Copa Mundial de Fútbol de 2018 ante Tayikistán y Jordania el 9 de marzo de 2016. Giannou debutó oficialmente con Australia en la victoria por 7–0 ante Tayikistán el 24 de marzo de 2016. Puso la asistencia en el gol de Massimo Luongo para el 1-0, y consiguió dos penales para Australia, anotados por Mile Jedinak y Mark Milligan.

## Palmarés

### Títulos nacionales
| Título         | Club              | País   | Año     |
| -------------- | ----------------- | ------ | ------- |
| Copa de Chipre | AEK Larnaca F. C. | Chipre | 2017-18 |